# Dylan Naputi
Dylan Pinaula Naputi, né le 4 janvier 1995, est un footballeur international guamanien, qui joue au Ventura County Fusion (en).